# 덱스트란
덱스트란(영어: dextran)은 복잡한 분지형 글루칸(포도당의 축합으로부터 유래한 다당류)이다. IUPAC는 덱스트란을 "주로 C-1 → C-6의 글리코사이드 결합을 가지고 있는 미생물 기원의 분지된 폴리-α-d-글루코사이드"로 정의한다. 덱스트란 사슬의 길이(3~2,000 킬로달톤까지)는 다양하다.
중합체의 주사슬은 글루코스 단량체들 사이에 α(1→6) 글리코사이드 결합으로 구성되어 있으며, 분지되는 부분은 α(1→3) 글리코사이드 결합으로 연결되어 있다. 이러한 특징적인 분지화는 덱스트란과 덱스트린을 구분하는 특징이다. 덱스트린은 α(1→4) 글리코사이드 결합 또는 α(1→6) 글리코사이드 결합에 의해 연결된 글루코스의 중합체이다.

## 생성
덱스트란은 루이 파스퇴르에 의해 포도주의 미생물 생성물로 발견되었지만, 대량 생산은 알렌 진스에 의해 세균을 사용한 공정이 개발된 후에 가능해졌다. 치태는 덱스트란이 풍부하다. 덱스트란은 수크로스 용액의 점도를 높이고, 배관을 오염시키기 때문에 수크로스(설탕) 정제 과정에서 복잡한 오염물질이다.
덱스트란은 현재 락토바실러스속의 특정 젖산균에 의해 수크로스로부터 생성된다. 종으로는 류코노스톡 메센테로이데스(Leuconostoc mesenteroides)및 충치균(Streptococcus mutans) 등이 있다. 생성된 덱스트란의 구조는 세균 종 뿐만 아니라 균주에 따라 달라진다. 덱스트란은 단백질이 없는 추출물로부터 에탄올을 사용한 분별 침전에 의해 분리된다. 일부 세균들은 프럭탄을 같이 생성하는데, 이는 덱스트란의 분리를 복잡하게 할 수 있다.

## 용도
의학적으로 덱스트란은 혈액의 점성을 낮추기 위한 항혈전제로 사용되며, 저혈량증에서 혈량 증량제로 사용된다. 덱스트란 70은 의료제도에 필요한 가장 중요한 의약품들인 WHO 필수 의약품 목록에 있다.

### 미세수술
덱스트란 제제는 미세수술에서 혈관 혈전증을 줄이기 위해 일반적으로 사용된다. 덱스트란의 항혈전 효과는 적혈구, 혈소판 및 혈관 내피의 결합을 통해 매개되어 전기 음성도를 증가시켜 적혈구 응집 및 혈소판 접착성을 감소시킨다. 덱스트란은 또한 제8인자 폰 빌레브란트 인자를 감소시켜서 혈소판 기능을 감소시킨다. 덱스트란의 투여 후에 형성된 혈병은 변경된 혈전 구조(피브린으로 보다 고르게 분포된 혈소판)로 인해 보다 쉽게 용해된다. α-2 항플라스민을 억제함으로써 덱스트란은 플라스미노젠 활성인자로 기능을 하므로 혈전용해 특성을 가지고 있다.
이러한 특징 이외에도, 분자량이 큰 덱스트란은 혈관 밖으로 빠져나가지 않는 강력한 삼투제이므로 저혈량증 치료에 사용되어 왔다. 덱스트란의 사용으로 혈액량 증가로 인한 혈액희석은 혈류를 개선하여 미세봉합기술의 개방성을 더욱 향상시키고, 혈전증을 감소시킨다. 여전히, 덱스트란의 동맥 내 및 정맥 내 투여와 비교하여 항혈전 효과에서의 차이는 발견되지 않았다.
덱스트란은 3,000 Da ~ 2,000,000 Da 범위의 다중 분자량으로 이용가능하다. 보다 큰 덱스트란(60,000 Da 이상)은 콩팥에서 제대로 배설되지 않으므로 대사될 때까지 몇 주 동안 혈액에 남아있게 된다. 결과적으로 덱스트란은 항혈전 및 콜로이드 효과를 연장시킨다. 이러한 물질군에서 덱스트란 40(분자량: 40,000 Da)은 항응고 요법에 가장 많이 사용되었다. 정맥 내 주입 후 24시간 이내에 텍스트란 40의 70% 가까이가 소변으로 배설되고 나머지 30%는 몇 일 더 체내에 잔류한다.

### 다른 의학적 용도
- 덱스트란은 일부 안약에서 윤활제로 사용된다.[9] 또한 덱스트란은 특정 정맥 내 유체에서 철(철 덱스트란으로 알려진 용액에서)과 같은 다른 인자를 용해시키기 위해 사용된다.
- 덱스트란을 함유한 정맥 주사는 혈량 증량제 및 비경구 영양 수단으로 기능을 한다. 이러한 용액은 일단 체내에서 세포에 의해 포도당과 물로 소화되는 삼투성 중성 용액을 제공한다. 덱스트란은 수혈할 수 없는 응급 상황에서 손실된 혈액을 대체하기 위해 사용되는 경우도 있지만,[4][10] 필요한 전해질을 공급할 수 없고 저나트륨혈증 또는 다른 전해질 이상을 일으킬 수 있으므로 주의해서 사용해야 한다.
- 덱스트란은 또한 혈당량을 증가시킨다.

### 실험실용
- 덱스트란은 삼투압을 생물학적 분자에 적용하기 위한 삼투 스트레스 기술에 사용된다.
- 덱스트란은 또한 일부 크기 배제 크로마토그래피 매트릭스에서도 사용된다. 예로는 세파덱스가 있다.
- 덱스트란은 또한 바이오리엑터의 활용을 돕기 위해 비드 형태로 사용되어 왔다.
- 덱스트란은 바이오센서의 고정에 사용된다.
- 덱스트란은 초기 엔도솜에 우선적으로 결합한다. 형광 표지된 덱스트란을 사용하여 이들 엔도솜을 형광 현미경으로 시각화할 수 있다.
- 덱스트란은 산화로부터 금속 나노입자를 보호하고 생체 접합성을 개선하기 위한 안정화 코팅으로 사용될 수 있다.
- 플루오레세인 아이소싸이오사이아네이트와 같은 형광 분자와 결합한 덱스트란은 영상화를 위한 확산성 분자의 농도 기울기를 형성하고 농도 기울기 다음의 특성화를 허용하는데 사용될 수 있다.
- 형광 표지된 덱스트란 용액은 혈관 투과성을 분석하기 위해 조작된 혈관을 통해 관류될 수 있다.[11]
- 덱스트란은 산업적 세포 배양을 위한 마이크로캐리어를 만드는데 사용된다.

## 부작용
덱스트란의 사용과 관련된 부작용은 비교적 적지만, 부작용이 일어나면 매우 심각할 수 있다. 이러한 부작용으로는 아나필락시스, 혈액량 과부하, 폐부종, 뇌부종, 혈소판 기능이상 등이 있다.
덱스트란 삼투 효과의 드물지만 중요한 합볍증은 급성 신부전이다. 이러한 신부전의 발병기전은 사구체에 대한 직접적인 독성 효과가 제안된 메커니즘의 일부로서 많은 논쟁의 주제이다. 당뇨병, 만성 신부전, 혈관 장애 병력이 있는 환자가 가장 위험하다. 브룩스(Brooks) 및 다른 이들은 만성 신부전 환자에서 덱스트란 요법을 피할 것을 권장한다.

## 연구
변형된 덱스트란 중합체를 개발하기 위한 노력이 이루어졌다. 이들 중 하나는 변형된 하이드록시기를 가진 아세탈을 가지고 있다. 이것은 물에 녹지 않지만, 유기 용매에는 녹는다. 이것은 용매 증발 및 유화액과 같은 공정을 통해 PLGA와 같은 많은 폴리에스터와 동일한 방식으로 가공될 수 있도록 한다. 아세탈화 덱스트란은 아세틸화 덱스트란과 구조적으로 다르다. 2017년에 약물 전달을 위한 몇 가지 용도가 시험관 내에서 연구되었으며, 일부는 동물 모델에서 테스트되었다.

## 같이 보기
- 덱스트린